# چغازیور
چغازیور مربوط به دوران‌های تاریخی پس از اسلام است و در ۵۰۰ متری جنوب شرقی هرسین، جنوب‌جاده کمربندی به‌طرف‌چغاسفید واقع شده و این اثر در تاریخ ۳۰ تیر ۱۳۸۴ با شمارهٔ ثبت ۱۲۱۸۵ به‌عنوان یکی از آثار ملی ایران به ثبت رسیده است.